# 北京潞河国际教育学园
39°53′58″N 116°38′51″E / 39.899335°N 116.647554°E
北京潞河国际教育学园，前身为潞河中学国际部，是一家民办的完全中学，位于北京市通州区玉带河西街10号。学园主要办学项目有：中外合作办学项目、外籍学生学历教育项目、汉语言短期修学旅行及长期培训项目、TOFEL和IELTS考试训练项目、中外教育交流合作项目等。